# Borek Oniksztyński
Borek Oniksztyński (lit. Anykščių šilelis) – poemat epicki Antanasa Baranauskasa litewskiego romantyzmu wydany po raz pierwszy w kalendarze w 1861 przez Laurynasa Ivinskisa pod pseudonimem Jurkštas Smalaūsis (pierwsze wydanie odrębne 1905). Poemat uznawany jest za klasykę w historii literaturze litewskiej. Polskie wydanie poematu ukazało się dopiero w roku 1909 w Wilno, tłumaczono przez Stefanią Jabłońską (1861-1936).

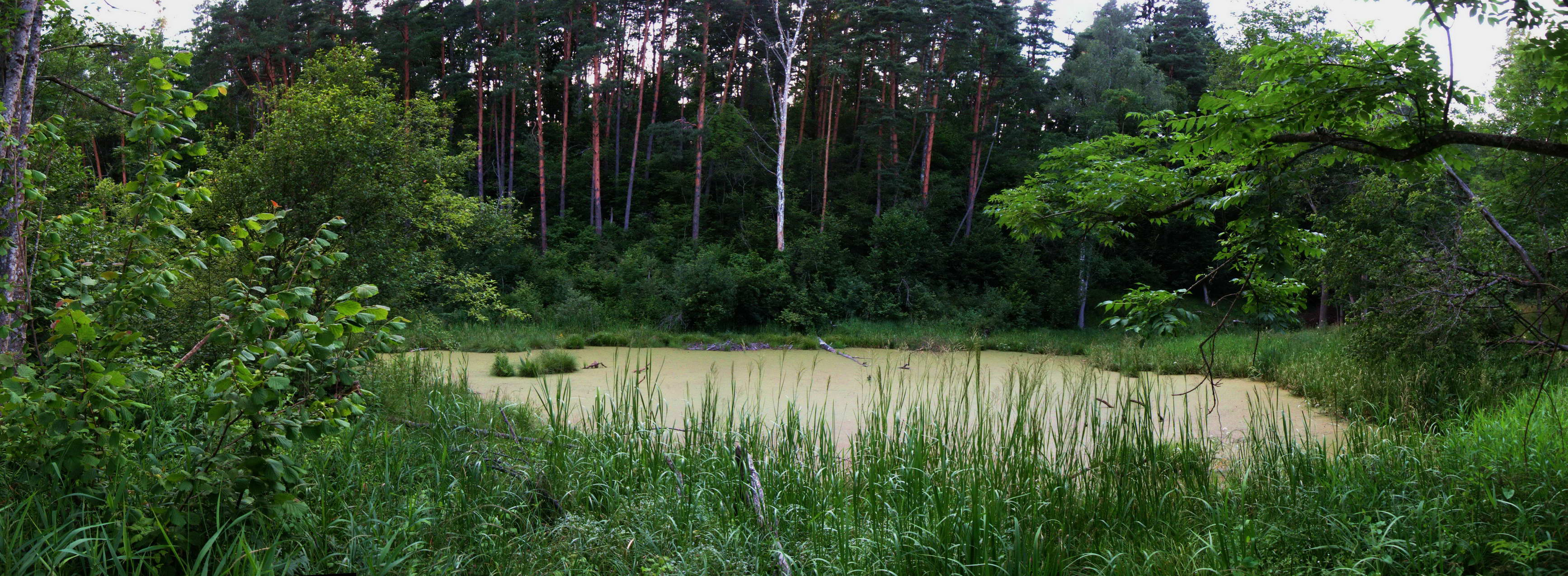
Borek Oniksztyński

Ta epopeja narodowa powstała w latach 1858–1859 w Petersburgu, gdzie autor uczył się w Rzymskokatolickiej Akademii Duchownej. 
W poemacie Borek Oniksztyński Antanas Baranauskas przekazuje magiczne, święte połączenie między litwinami a lasem. Autor zainspirował się motywem Pana Tadeusza Adama Mickiewicza. Istnieje także wpływ innych romantycznych poetów, takich jak William Wordsworth. Poemat porusza temat losu narodu litewskiego w XIX w., w tym ucisku politycznego, społecznego i rusyfikacji ze strony Imperium Rosyjskie. Zwrotki z poematu Antanasa Baranauskasa przez długi czas wykorzystywały się Litwinami jako dainy.
Poemat został przetłumaczony na język polski, angielski, łotewski, niemiecki, japoński, rosyjski i inne.

## Postaci historyczne występujące w poemacie
- Władysław II Jagiełło - wielki książę litewski w latach 1377–1381 i 1382–1401, iure uxoris król Polski. W poemacie jest porównanie wyciętego lasu z czasem Chrztu Litwy, kiedy wydawało się, że wiara narodowa Litwinów została wycięta.